# Антоновская сельская община
Антоновская сельская община (укр. Антонівська сільська громада) — территориальная община в Варашском районе Ровненской области Украины.
Административный центр — село Антоновка.
Население составляет 5347 человек. Площадь — 113 км².
В соответствии с распоряжением Кабинета Министров Украины от 12 июня 2020 года, в состав общины вошла территория Антоновского и Великоцепцевичевского сельских советов упразднённого Владимирецкого района.

## Населённые пункты
В состав общины входит 4 села:
- Антоновка
  - Чаква
- Великоцепцевичевский старостинский округ:
  - Великие Цепцевичи
  - Нетреба